# Крусеншерна, Агнес фон
Агнес Юлия Фредрика фон Крусеншерна (швед. Agnes Julie Fredrika von Krusenstjerna; 9 октября 1894, Векше, Крунуберг, Швеция — † 10 марта 1940, Стокгольм, Швеция) — выдающаяся шведская писательница. Одна из зачинателей «новой волны» в шведской литературе — более открытого и раскрепощённого в плане эротики изображения межчеловеческих отношений. Отстаивала право женщин свободно высказываться и бороться за более свободную половую мораль.

## Биография
Агнес фон Крусеншерна родилась в семье полковника Вильгельма Эрнста фон Крусеншерны, командующего Евлингенського полка, и Эвы Софии фон Крусеншерны (в девичестве Гамильтон). Со стороны матери правнучка классика шведской литературы Эрика Густава Гейера, внучка Адольфа Людвига Гамильтона и племянница Гуго Гамильтона. Со стороны отца  — племянница Эдварда фон Крусеншерны и представительницы известного шведско-российского рода фон Крузенштернов,давшего и Швеции, и России целый ряд крупных мореплавателей и путешественников (включая родного прадеда Агнессы Морица Соломона фон Крусеншерны). Годы детства провела в Векше. В доме Крусеншернов царила теплая, радушная атмосфера. Агнес и её трех братьев воспитывали в духе уважения к литературе и писателям. Этот период своей жизни будущая писательница ещё ребёнком, в апреле 1905 года, охарактеризовала так:
В 1902 году семья перебралась в Евле, где Агнес в 1904-м пошла в школу для девушек. В 1909 году отец вышел на пенсию и вместе со всей семьей переехал в Стокгольм. Там Агнес в 1909-1911 годах училась в Стокгольмской высшей учительской семинарии Анны Сандстрем. В 1912-1913-м получала образование частным образом. Всю жизнь Агнес фон Крусеншерна страдала от различных физических недугов и наследственных в роду Гамильтонов расстройств психики, часто лечилась в клиниках для душевнобольных. Склонность к болезненности и депрессии дала себя знать ещё в 1907 году. Впервые нервный срыв и соответствующее лечение произошли 1914 года, когда Агнес должна была разорвать помолвку с молодым студентом-медиком — неравным ей. Этот срыв был особенно болезненным по той причине, что подобные неудачи в любви понесли её три кузена Гамильтоны в Евле, причем самый молодой из них, ровесник Агнес, наложил на себя руки.
1917 года покончила с собой двоюродная сестра Агнес фон Крусеншерны — Вивека Гамильтон. Этот трагический случай наложил отпечаток на творчество будущей писательницы, стал, как она сама считала, предвестием будущих неврозов .
1918 года Агнес фон Крусеншерну поместили в психиатрическую лечебницу в Сульни, впоследствии описанную как «императорский отель», где она пробыла девять месяцев. На этот период приходится ухудшение отношений с родственниками, от которых Агнес зависела материально. Она вынашивает планы самоубийства, а вскоре, во время полного приключений путешествия в Англию, решает порвать с «добропорядочным» средой, в которой выросла. «Я сыта по горло высокой шляхтой, верой в Бога и нравственностью...», — пишет она в дневнике.
Весной 1921-го Агнес познакомилась с шведским литератором Бруром Давидом Мартином Спренгелем (1880-1941), и в этом же году вступила с ним брак в Стокгольме, причем вопреки воле её родителей. Они настаивали, чтобы дочь вышла за Герарда Уденкранца. Спренгель оказывал большое влияние на неё — побуждал к творчеству, подбивал на то, чтобы женщина окончательно разорвала отношения с её родственниками. Он пожертвовал своей писательской карьерой ради того, чтобы поддерживать жену как коллегу по перу и человека, редактировал и издавал все, что она написала. Однажды Агнес, находясь в закрытой психиатрической больнице, порвала рукопись своего произведения и съела его, лоскут за лоскутом. После того, как её стошнило, мужчина собрал эти лоскуты, очистил их и склеил. Эта рукопись сохранилась по сей день.
В июне 1924-го у Агнес произошёл выкидыш, что привело к затяжному кризису, продолжавшемуся несколько лет. Писательница стала злоупотреблять спиртными напитками и наркотическими средствами. Раз за разом в её дневнике и переписке встречаются утверждения, что она не может быть «настоящей женщиной», потому что бесплодна.
В январе 1940-го диагностирована опухоль (как потом оказалось, злокачественная)  головного мозга писательницы. 9 марта ей сделали операцию, а на следующий день Агнес фон Крусеншерна умерла. Рядом с постелью умирающей была её мать, которую дочь считала своим врагом. Агнес похоронили на Северном кладбище в Стокгольме. В некрологе Давид Спренґель процитировал последние слова романа «Тони вырастает: сцены из детства»: "Och hon gick vidare in i det tätnande mörkret". / «И она пошла — все в густую тьму». На могиле поставлен памятник работы скульптора Карла Ельда — статуя Агнес в полный рост.

## Творчество
Агнес начала писать стихи ещё в 1907 году. Её первые подборки стихов напечатаны в ежемесячнике издательства Бонниера ("Klippta vingar" / «Подстриженные крылья», сентябрь 1915; "Ensam" / «Одинокая», октябрь 1916; "Hennes vän" / «Ее друг», ноябрь 1917).

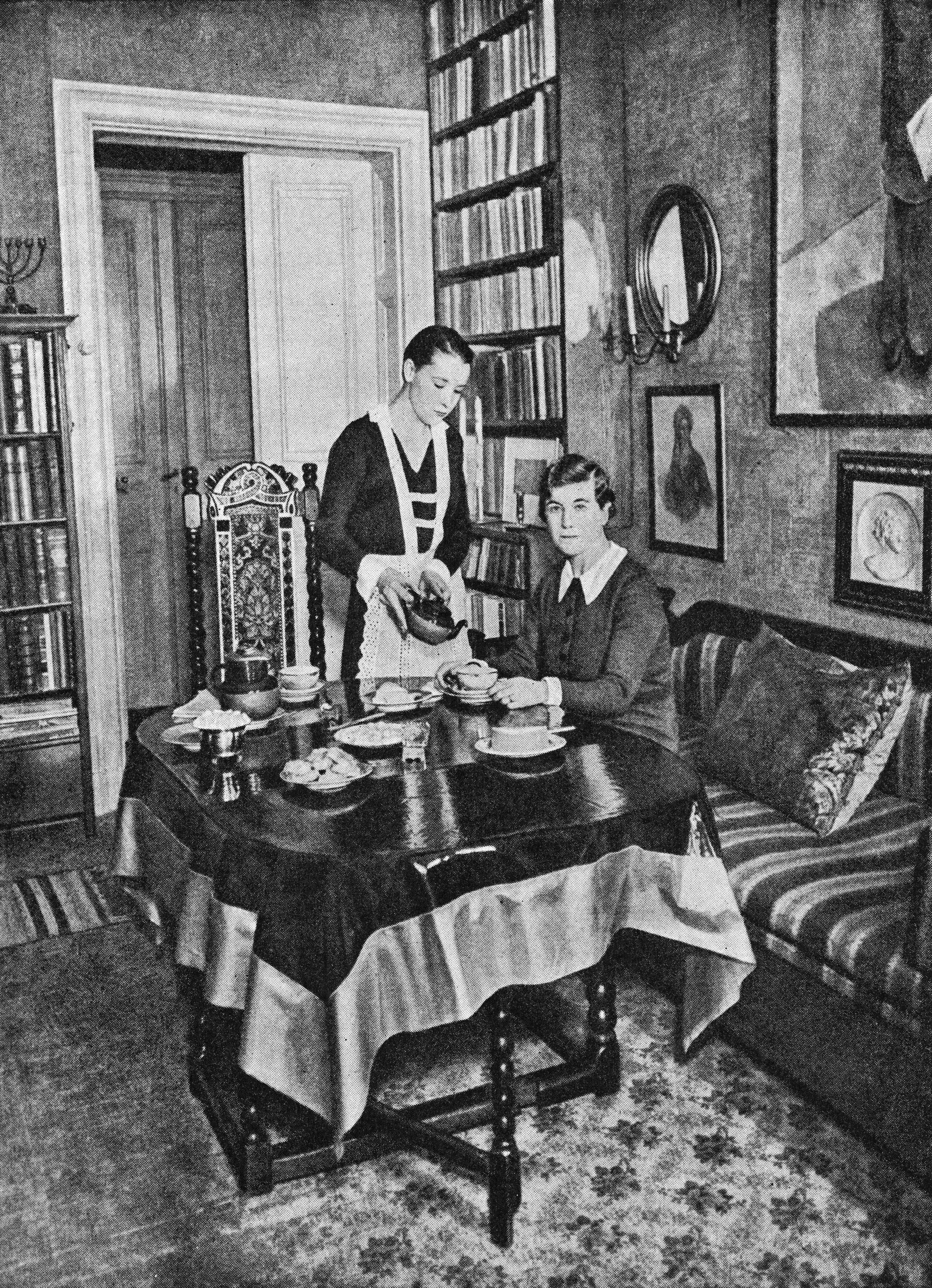
Агнес фон Крусеншерна в своем доме. 1930-е годы

В прозе дебютировала 1917 года малосодержательной книгой два месяца в жизни 18-летней шляхтянки «Нинин дневник». Произведение заметили только потому, что его написала правнучка Гейера. Настоящий успех пришёл с публикацией в 1922—1926 годах цикла из трех романов о становлении девушки Тони, которая происходила из высшего слоя общества: «Тони вырастает: сцены из детства», «Школьные годы Тони: эпизоды из юности» и «Последний школьный год Тони: путешествие к императорскому отелю». Эти произведения вызвали широкий резонанс главным образом благодаря тому, что автор выступила новатором, открыто обрисовал интимные, сексуальные сцены и ощущения. В Швеции первой четверти XX века такое было непривычным, как и описание жизни в Сульнский психиатрической лечебнице.
Второй цикл «Барышни из Жженая» (1930-1935) вызвал резкую реакцию в стране, поскольку эти семь романов содержали мотивы кровосмешения и описание половых актов. 1933 года в литературно-критических кругах Швеции началась острая дискуссия, которая впоследствии получила название «Спор о Крусеншерне» или «Спор о фон Паленов» ("Krusenstjernafejden, von Pahlenfejden").
1934 года издания "Biblioteksbladet" («Библиотечный листок») поместил отзыв на четвёртый и пятый романы второго цикла — «Врата возле Юганнеса» и «Влюбленную пару»:
Спор о «Барышнях» длился два года и переродился в широкую зажигательную дискуссию об общем отношении прозы и поэзии в этических и моральных нормах, обязательных в тогдашнем обществе. На стороне автора скандального цикла стояли, в частности, литераторы Эйвинд Юнсон, Юганнес Эдфельт, Элмера Диктониус, а особенно Карин Бое. Она провела параллель с цензурой, что в те времена угнетала ярко эротическую литературу в нацистской Германии. Фон Крусеншерну поддержал также влиятельный либеральный журналист Торгню Сегерстедт. Дискуссия достигла апогея в 1935-м, на писательской конференции в Сигтуни, где одной из тем стал вопрос изящной словесности и морали. Ядром и одновременно камнем преткновения в дебатах было право женщин свободно высказываться и бороться за более свободную половую мораль.
Последний цикл писательницы —  автобиографический «Захудалая прослойка» (1935-1938), так и не закончен. Его четырём романам, как и книгам о Тони, присущи мотивы, взятые из личной жизни Агнес фон Уксеншерны, но в этих последних произведениях они в большой степени касаются родственников автора. Кульминацией последнего романа «Весной жизни» стало самоубийство героини, в которой фон Уксеншерна является своей кузине ВивекеГамильтон.
Фон Крусеншерна известна также как переводчица. В 1917-1924 годах опубликованы её переводы романов. С немецкого — «Пропавший Кох-и-Нур» Отто фон Готтберга. С английского — «Директор театра» Арнольда Беннетта, «Действительность» Олив Вадсли, «Человек был хорошим» Леонарда Меррика и «Огонь, распаленный пустынным ветром» Катлин Роудз.
Значительная часть произведений переведена на финский, норвежский, французский и чешский.

## Произведения

### Романы
- Ninas dagbok (1917) — «Нинин дневник»
- Helenas första kärlek (1918) — «Первая любовь Елены»
- Fru Esters pensionat (1927) — «Пансионат госпожа Эстер»

#### Трилогия о Тони
1. Tony växer upp: scener ur ett barndomsliv. Stockholm: Bonnier. 1922. Libris 17576636 — «Тони вырастает: сцены из детства»
2. Tonys läroår: episoder ur en ungdom. Stockholm: Bonnier. 1924. Libris 17603536 — «Школьные годы Тони: эпизоды из юности»
3. Tonys sista läroår: resa till kejsarens hotell. Stockholm: Bonnier. 1926. Libris 17603540 — «Последний школьный год Тони: путешествие к императорскому отеля»

#### Барышни из Жженая
1. Den blå rullgardinen (1930) — «Голубая гардина»
2. Kvinnogatan (1930) — «Женская улица»
3. Höstens skuggor (1931) — «Осенние тени»
4. Porten vid Johannes (1933) — «Брама у Юханнеса»
5. Älskande par (1933) — «Влюбленная пара»
6. Bröllop på Ekered. — Stockholm: Spektrum. 1935. Libris 17877475 — «Свадьба в Экереди»
7. Av samma blod. — Stockholm: Bonnier. 1935. Libris 17636526 — «Той же крови»

#### Обнищавший слой
1. Fattigadel (1935) — «Захудалый прослойка»
2. Dunklet mellan träden (1936) — «Тьма между деревьями»
3. Dessa lyckliga år (1937) — «Эти счастливые годы»
4. I livets vår (1938) — «молоды»

### Сборники рассказов
1. Händelser på vägen (1929) — «События на дороге»
2. Delat rum på Kammakaregatan (1933) — «Оптовый жилье на улице Каммаркарегатан»
3. En ung dam far till Djurgårdsbrunn (1933) — «Молодая дама едет в Юргордсбрунна»
4. Vivi, flicka med melodi (1936) — «Виви, девочка с мелодией»

### Сборник стихов
- Nunnornas hus (1937) — «Дом монахинь»

### Переводы
- Otto von Gottberg. "Der verschwundene Kohinor" / «Den försvunna koh-i-nooren». — Stockholm: Bonnier 1917, 211 s. (с немецкого)
- Arnold Bennett. «Teaterdirektören». — Stockholm: Bonnier 1920, 310 s. (с английского)
- Wadsley Olive. «Verklighet». — Stockholm 1921, 350 s. (с английского)
- Leonard Merrick. "The Man Who Was Good" / «Mannen som var god». — Stockholm 1924, 266 s. (с английского)
- Kathlyn Rhodes. "The Desert Dreamers" / «Elden som ökenvinden tände». — Stockholm: Lars Hökerbergs bokförlag, 1924, 301 s. (с английского)

## Памяти
- Портрет Агнес фон Крусеншерны кисти Ольги Рафаэль-Линден (1933 год) помещен в Грипсхольмский замок (Мариефред), где собраны портреты выдающихся людей, связанных со Швецией.
- 1986 год: снят 117-минутный художественный фильм «Amorosa» («Влюбленная») о жизни Агнес фон Крусеншерны.
- 2006 года в Евле основано общество Агнес фон Крусеншерны.
- Осенью 2011 — весной 2012 года в Евле городская библиотека и газета «Gefle Dagblad» провели масштабное мероприятие, посвященное роману «Захудалая прослойка», в котором говорится о Евле и горожан этого города. Бесплатно роздано 4000 экземпляров произведения, актёры городского театра выступили с чтением произведений писательницы, в книжных кружках и в обществе фон Крусеншерны устроены литературные дискуссии, в «Gefle Dagblad» опубликован цикл статей о фон Крусеншерне и её творчестве[7].
- В конце декабря 2024 года в Евле открылся новый культурный центр, вместивший городскую библиотеку, выставочный зал и кинотеатр, который был назван Agnes Kulturhuset в честь писательницы.

## Внешние связи
- Произведения Агнес фон Крусеншерны на сайте «Projekt г. л. рунберга»
- [http://www.hitta.se/uppgifter/foretag/0TMRCw-4mn (недоступная+ссылка) Сайт общества Агнес фон Крусеншерны] (недоступная ссылка)
- Сочинения Сочинения Агнес фон Крусеншерны на сайте «Libris»
- Произведения Агнес фон Крусеншерны на сайте «Klassisk svensk litteratur»